# Солхейм, Изелин (спортсменка)
Иселин Солхейм (род. 7 августа 1995 года) — норвежская спортсменка, борец вольного стиля, призёр Европейских игр 2019 года и чемпионата Европы 2020 года. 

## Биография
Родилась в 1995 году. С 2010 года выступает на международных соревнованиях представляя Норвегию. 
В 2015 году на чемпионате мира среди юниоров, который состоялся в Бразилии, в весовой категории до 72 кг она завоевала бронзовую медаль. В 2016 году приняла участие в Олимпийском квалификационном турнире, но заняла итоговое 5-е место и не отобралась на летние Олимпийские игры в Бразилии.  
В 2018 году на чемпионате Европы среди спортсменов не старше 23-х лет, который проходил в Стамбуле, в весовой категории до 76 кг заняла третье место и завоевала бронзовую медаль.
В 2019 году на Европейских играх в Минске завоевала бронзовую медаль в весовой категории до 76 кг.
В феврале 2020 года на чемпионате континента в итальянской столице, в весовой категории до 76 кг Иселин в схватке за бронзовую медаль поборола спортсменку из Белоруссии Василису Марзалюк и завоевала бронзовую медаль европейского первенства.